# Taseografija
Taseografija ili taseomancija, vještina proricanja sudbine iz taloga kave ili listića čaja. Također, pojam se odnosi i na proricanje iz taloga vina.
Pojam taseografija potječe od francuske riječi tasse, što znači "šalica", a ta riječ potječe iz arapskog jezika.
Proricanje iz taloga čaja poznato je već u drevnoj prošlosti. Ta metoda proricanja razvijala se neovisno na različitim područjima, od Azije do Europe. Bila je poznata i upotrebljavana u antičkoj Grčkoj, na Bliskom Istoku, a povezivana je i s romskom tradicijom.
Proricanje iz taloga kave popularizirano je uporabom tog napitka na teritoriju Europe i Azije, ali i na području Amerike, osobito od 19. stoljeća. Općenito, za proricanje iz taloga kave potrebno je nakon ispijanja kave položiti tanjurić na šalicu, okrenuti ga i ostaviti da se višak taloga spusti na tanjurić. Nakon određenog vremena, šalica se okreće i proučavaju se i interpretiraju obrasci i likovi koji su ostali na dnu šalice. Ova vrsta proricanja popularna je i na Balkanu.